# Maria Cedro-Biskupowa
Maria Cedro-Biskupowa (ur. 21 października 1912 w Wilkowie, zm. 15 stycznia 2013 tamże) – polska poetka ludowa, pisarka. 

## Życiorys
Tworzyła od najmłodszych lat. Jest autorką setek wierszy, na temat Gór Świętokrzyskich, ludowych zwyczajów i mieszkańców Doliny Wilkowskiej. Należała do Stowarzyszenia Twórców Ludowych. Jej wiersze, drukowane m.in. w czasopismach "Rolnik Polski" i "Gromada", weszły także w skład tomów Wsi Tworzącej oraz Antologii współczesnej poezji ludowej Jana Szczawieja. Jest również współautorką świętokrzyskiej szopki Idzie Polska Nowina wystawianej przez Wojewódzki Dom Kultury w Kielcach oraz na scenach teatrów amatorskich. W 1984 ukazał się tomik jej poezji wydany nakładem WDK w Kielcach.
Maria Cedro-Biskupowa uczyła się początkowo w trzyklasowej szkole powszechnej w Wilkowie, a następnie w przyklasztornej szkole dla dziewcząt w Świętej Katarzynie, gdzie opanowała posługiwanie się językiem literackim. Pierwsze, okolicznościowe wiersze zaczęła pisać już w szkole powszechnej. W 1956 jej twórczość została odkryta przez pracowników Polskiej Akademii Nauk, prowadzących badania nad gwarą.
W inicjatywy kustoszki Działu Etnograficznego Muzeum Świętokrzyskiego Aleksandry Dobrowolskiej, zaczęły się spotkania autorskie z Cedro-Biskupową. Łącznie odbyło się ich kilkaset. Jej twórczość była tematem artykułów w prasie codziennej, audycji radiowych i telewizyjnych.
Maria Cedro-Biskupowa wraz z bratem Janem Cedro, Katarzyną Zaborowską oraz Rozalią i Wojciechem Grzegorczykami zaliczana jest do patronów Szkoły im. Poetów Doliny Wilkowskiej w Świętej Katarzynie. Otrzymywała wielokrotnie nagrody w dowód uznania dorobku literackiego i zasług dla kultury regionu. Została m.in. odznaczona nagrodą świętokrzyskiego samorządu w dziedzinie kultury z rok 2007. Wręczenie nagrody miało miejsce w szkole w Świętej Katarzynie.
Była wdową, z czworga dzieci pozostał jej tylko najmłodszy syn Stanisław i jego dzieci: Leszek, Renata, Grażyna, Janusz, Tomasz i Anna. Maria Cedro-Biskup w chwili śmierci była jedną z najstarszych mieszkanek Wilkowa (woj. świętokrzyskie).